# Karpatiska hären

Karpato-Ruteniens heraldiska vapen.

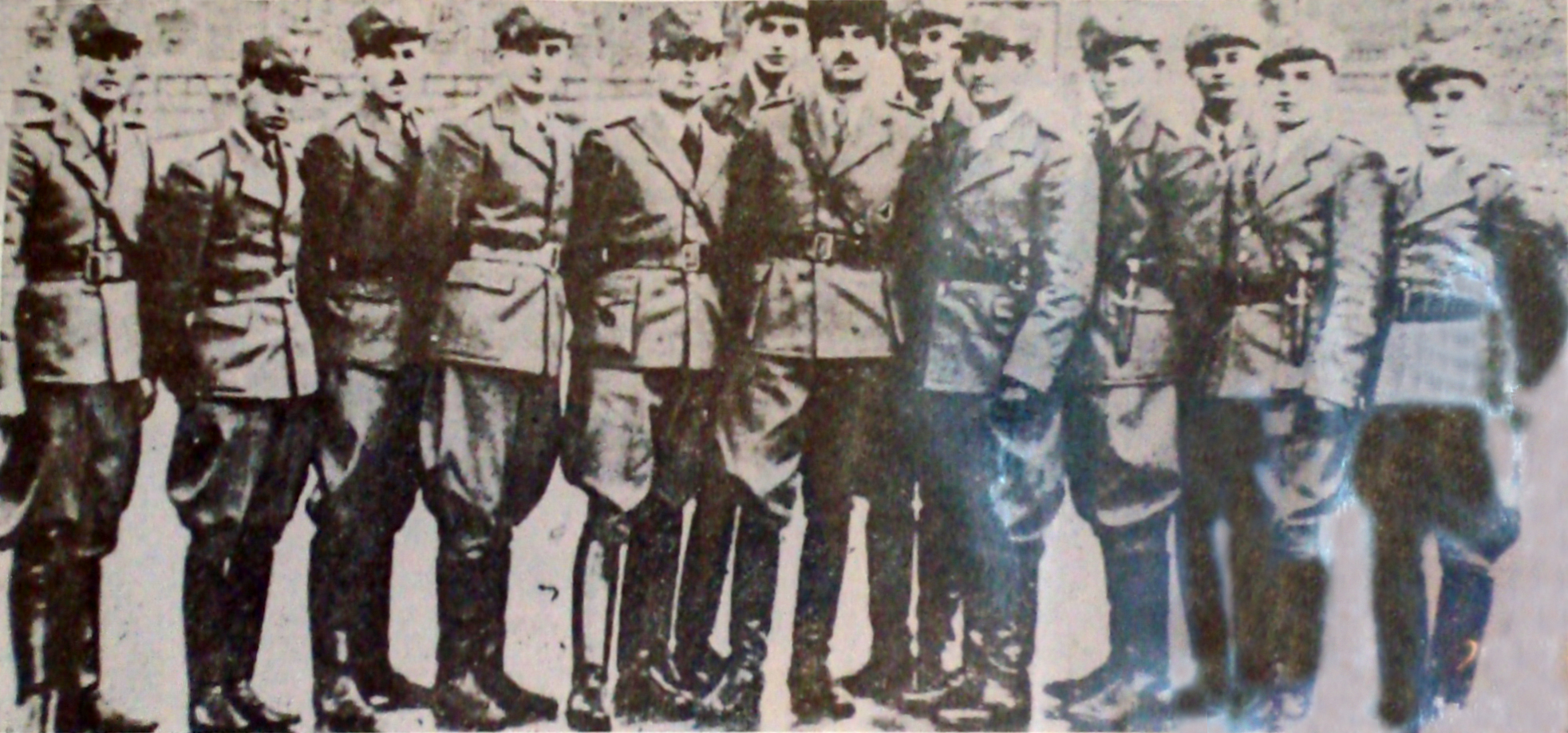
Medlemmar av Karpatiska hären 1938.

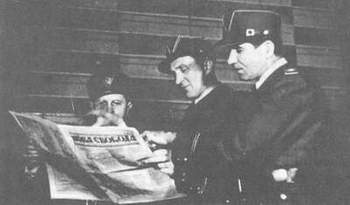
Medlemmar av Karpatiska hären läser sin egen tidning 1938.

Karpatiska hären (Карпатська Січ) egentligen Організація народної оборони «Карпатська Січ» (Organisationen för nationell försvar "Karpatiska hären") var en paramilitär organisation som organiserade etniska ukrainare i Karpato-Rutenien 1938-1939.

## Bakgrund
Karpato-Rutenien var en region i Tjeckoslovakien före Andra världskrigets utbrott. Efter Münchenöverenskommelsen 1938 avträdde Tjeckoslovakien de södra delarna av Karpato-Rutenien till Ungern. De resterande delarna fick bilda en autonom region inom den tjeckoslovakiska republiken. När Tyskland ockuperade återstoden av Tjeckoslovakien och Slovakiet bröt sig loss 1939, utropade den autonoma regionens regering ett självständigt Karpato-Ukraina. Den nya republiken invaderades omedelbart av den ungerska armén.

## Organisation
Karpatiska hären bildades 1938 i den autonoma regionen. Organisationen leddes av lokala karpato-ukrainska nationalister. Men huvuddelen av medlemmarna var militanta ukrainare från polska Galizien, som kom över gränsen och stod i opposition till den autonoma regionens regering. I februari 1939 hade Karpatiska hären omkring 15 000 medlemmar. Av dessa var det dock bara 2 000 som tillhörde de egentliga paramilitära styrkorna. Dessa uniformerades vid samma tidpunkt. Karpatiska hären hade följande grader: Otaman (befälhavare), Sotnyk (kompanichef), Chotar (plutonchef), Desiatnyk (gruppchef), Starshyie Sichovyk (ställföreträdande gruppchef) and Sichovyk (menig).

## Verksamhet
Karpatiska hären drev en offensiv kulturell verksamhet för att befordra ukrainskheten i Karpato-Rutenien. De publicerade en tidning och drev en teater. Men de terroriserade också ryssvänner och judar.

## Krig
När Tjeckoslovakien föll sönder, försökte hären den 13 mars 1939 på tysk uppmuntran att genomföra en kupp mot den nyproklamerade republiken Karpato-Ukrainas regering och anföll tjeckoslovakiska trupper i området. Dagen därpå invaderade den ungerska armén vilken efter tre dagar hade besatt hela Karpato-Rutenien. Karpatiska hären gjorde kraftigt motstånd mot de överlägsna ungerska trupperna. I striderna mot de tjeckoslovakiska och ungerska arméerna stupade hundratals medlemmar. Många fångar avrättades också av den ungerska armén. De som kunde flydde till Rumänien och Slovakiet. I september 1939 organiserade tyska Abwehr en bataljon bestående av före  detta medlemmar av den Karpatiska hären. Bataljonen deltog i det nazityska anfallet mot Polen 1939. Efter stridernas slut lades bataljonen ned. Många tidigare medlemmar av Karpatiska hären blev medlemmar av Organisationen för ukrainska nationalister och Ukrainska upprorsarmén.